# 舊社 (彰化縣芬園鄉)
舊社，是臺灣彰化縣芬園鄉的一個地名，位於該鄉北部，範圍大致包括舊社村、楓坑村西北端凸出部分。

## 歷史
台灣清治末期至日治初期，舊社地區為一街庄，稱為「舊社庄」，隸屬於貓羅堡。該庄北與快官庄為鄰，東與同安厝庄為鄰，南邊為社口庄，西邊為三家春庄、橋仔頭庄。
1901年（日治明治三十四年）11月，該庄隸屬於臺中廳。1920年（大正九年），該庄改制為「舊社」大字，隸屬於臺中州彰化郡芬園庄。
戰後芬園庄改制為芬園鄉，隸屬於彰化縣，大字亦改制為村。

## 交通
省道台14線（彰南路五段）為彰化至南投廬山的幹道，大致以縱向經過本地區東部，往北可前往彰化中庄子接省道台1線，往南可前往芬園市區、草屯、埔里、廬山等地。
縣道139號（大彰路五段／四段）是新港至鹿谷初鄉的道路，大致以縱向經過本地區西部邊界，往北可前往彰化、新港，往南可前往南投、集集、鹿谷等地。